# Slatiňany
Slatiňany (deutsch Slatinian, älter Schibran) ist eine tschechische Kleinstadt an der Chrudimka im Okres Chrudim mit zirka 4000 Einwohnern.

## Geographie
Durch Slatiňany verläuft die Silnice I/37 zwischen Chrudim und  Nasavrky. Die Stadt liegt an der Bahnstrecke Havlíčkův Brod–Pardubice.

## Geschichte
Slatiňany wurde 1294 zum ersten Mal erwähnt und gehörte zunächst einem örtlichen Kleinadligen, danach von 1525 bis 1547 der Stadt Chrudim. Nach wechselnden Besitzern war es dann von 1747 bis 1942 Sitz der Familie Auersperg. 1911 erhielt Slatiňany das Stadtrecht.

## Stadtgliederung
Die Stadt Slatiňany gliedert sich in die Ortsteile
- Kochánovice (deutsch: Kochanowitz)
- Kunčí (deutsch: Kuntschi)
- Škrovád (deutsch: Skrowad,  älter auch Skowroda)[5]
- Slatiňany
- Trpišov (deutsch: Terpischau)

Grundsiedlungseinheiten sind Kunčí, Škrovád, Slatiňany und Trpišov.
Das Gemeindegebiet gliedert sich in die Katastralbezirke Kunčí, Škrovád, Slatiňany und Trpišov.

## Sehenswürdigkeiten
- Schloss Slatiňany
- Das Gestüt Slatiňany, an dem etwa 250 Kladruber gehalten werden, ist Bestandteil des Nationalgestüts Kladruby nad Labem.
- Römisch-katholische Pfarrkirche St. Martin aus dem 14. Jahrhundert
- Die Vrchlický-Anhöhe war ein Lieblingsort des Dichters Jaroslav Vrchlický
- Aussichtsturm Na Chlumu

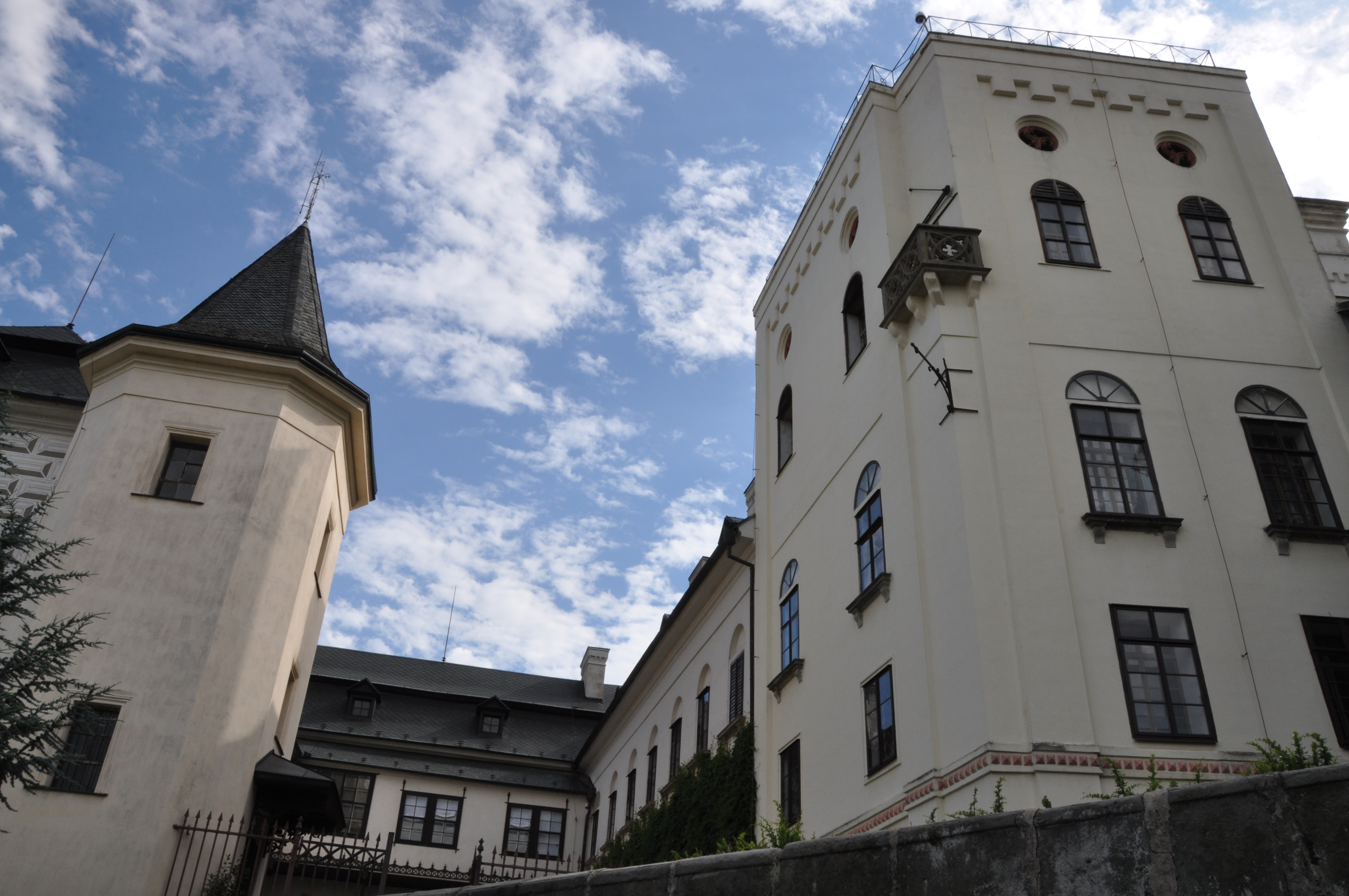
Schloss Slatiňany
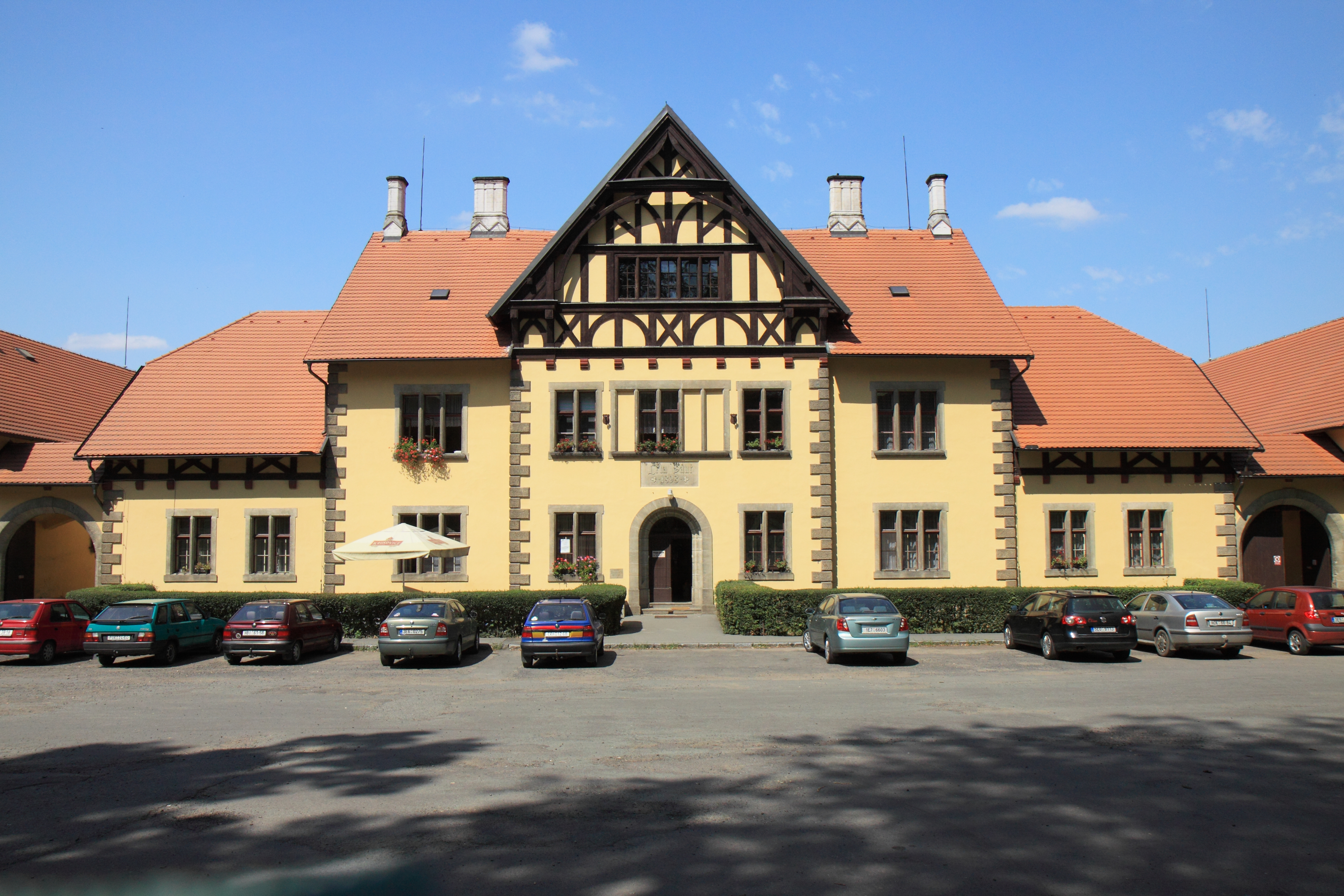
Gestüt Slatiňany
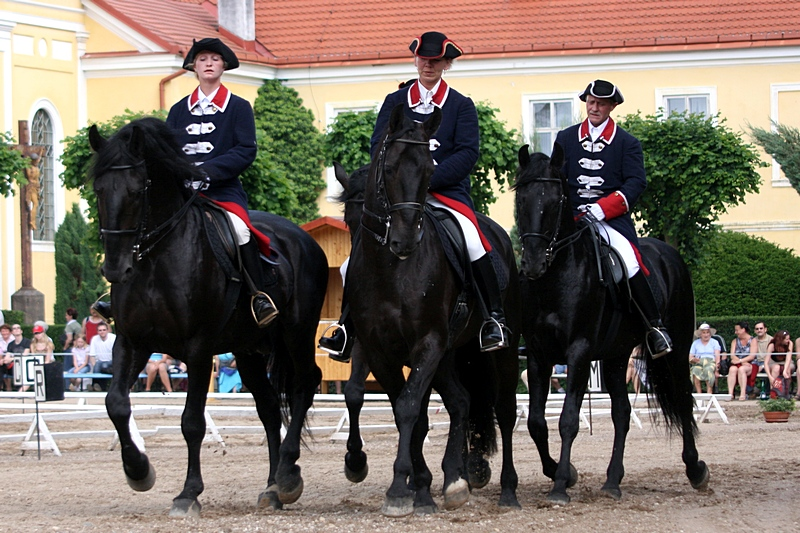
Altkladruber Rappen
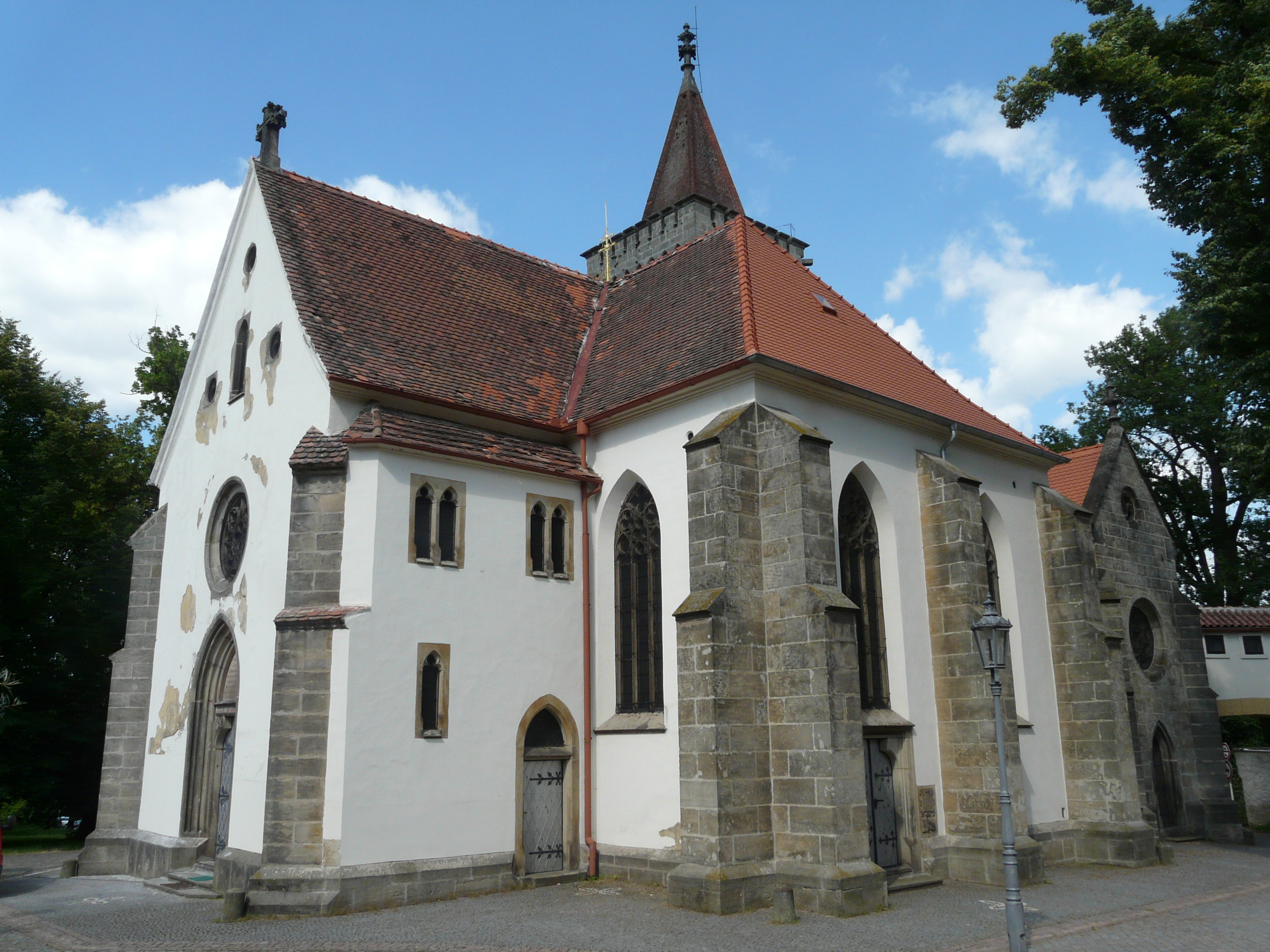
Martinskirche
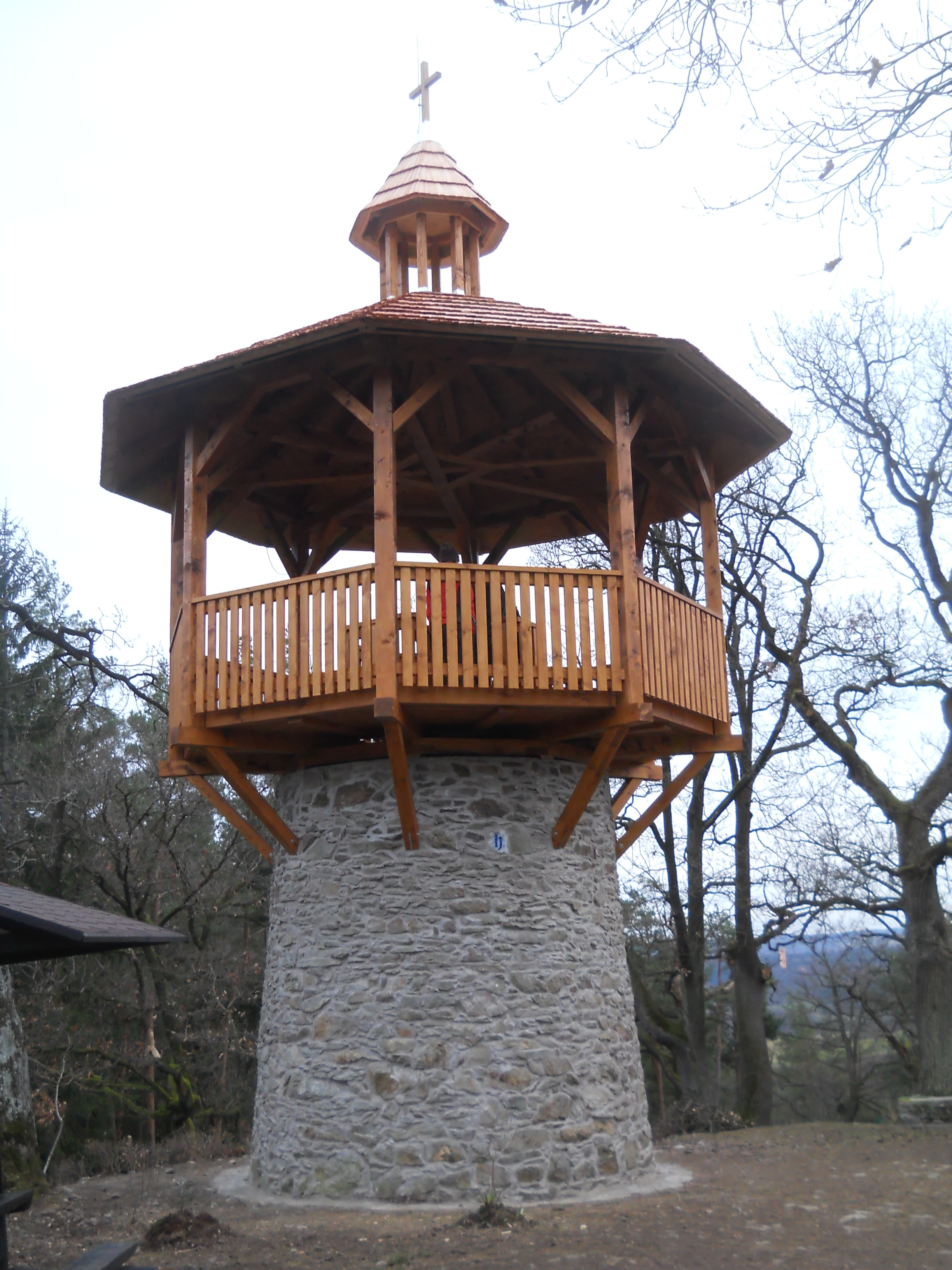
Aussichtsturm

## Söhne und Töchter der Gemeinde
- Franz Schmoranz der Jüngere, auch František Schmoranz, (1845–1892), böhmischer Architekt und Gründungsdirektor der Kunstgewerbeschule Prag
- Gustav Schmoranz (1858–1930), Schriftsteller und Direktor des Nationaltheaters
- Jan Schmoranz (1857–1899), böhmischer Architekt
- Josef Schmoranz (1855–1938), tschechischer Maler, Kurator und Hochschulprofessor